# 安芸ひろしま武将隊
安芸ひろしま武将隊（あきひろしまぶしょうたい）は、広島城ならびに城下町広島をPRするために活動している広島の観光PR武将隊。

## 概要
NHK大河ドラマ「平清盛」広島県推進協議会のイメージキャラクター「ひろしま清盛美少女隊」など、武将をモチーフにした観光PRの企画・プロデュースを手掛けてきたインフォライズン株式会社が2012年春に企画、単発でイベントに出演する。その後、新メンバー加入を経て、2013年春、広島市の「広島城観光振興事業」、広島県の「民間事業者等のノウハウを活用した誘客強化事業」として採択される。
同年7月7日より広島城二の丸を拠点とし、正式に活動開始。毎週土曜日は広島城内練り歩き、日曜日は広島城二の丸にて殺陣あり、ロックありのステージパフォーマンスを披露。コロナ禍以降はパフォーマンスはほぼ行われず、練り歩きに切り替えている。
2018年3月31日からは外国人観光客向け夜のエンターテイメントとして「サムライニンジャシアター」をスタートさせたが同年終了した。

## メンバー
- 武将隊
  - 毛利元就
  - 毛利隆元
  - 毛利輝元
  - 吉川元春
  - 小早川隆景
  - 宍戸隆家（2017年3月をもって卒業）
  - 五龍姫（2015年3月をもって卒業）

- 忍び衆
  - 世鬼政親
  - 世鬼政時
  - 世鬼政定
  - 世鬼政矩
  - 世鬼楓（2016年3月をもって卒業）
  - 世鬼桜（2016年3月をもって卒業）
  - 杉原盛重（卒業）
  - 初音（2016年3月をもって卒業）

## 出演

### テレビ
- ミチル殿のこれ見て一件落着（広島テレビ、2013年7月28日）
- モヤモヤさまぁ〜ず2（テレビ東京、2013年9月1日）
- お好みワイド（NHK広島放送局、2014年1月23日）
- アォーン！（中国放送、2014年1月31日 - 2月21日）
- Jステーション （広島ホームテレビ、2014年3月7日）
- テレビ派ランチ（広島テレビ、2014年7月3日）
- イマなま3チャンネル（中国放送、2014年8月8日）
- Japan in Motion（NOLIFE、2014年9月30日）
- 知りため！PLUS（テレビ新広島、2014年10月18日）
- そーだったのかンパニー（テレビ新広島、2014年10月19日）
- 発掘 広島MAX（広島テレビ、2014年10月23日）
- Japan in Motion（テレビ新広島、2014年10月24日）
- ひろしまナビ（NHK広島放送局、2015年3月5日・12日・14日）
- Jステーション （広島ホームテレビ、2015年3月23日）
- ひろしまニュース645（NHK広島放送局、2015年9月22日）
- みんなのテレビ（テレビ新広島、2015年10月19日）
- ランキンLand！（中国放送、2015年10月30日）
- とことん歴史紀行（BS11、2016年2月8日）
- 行きたがリーノ（テレビ新広島、2016年5月14日）
- お城とグルメ お国自慢〜中四国タテヨコの旅〜（あいテレビ、山陽放送、中国放送、山陰放送、テレビ山口、テレビ高知中四国6局ネット、2016年5月28日）
- ワラッチャオ!（NHK BSプレミアム、2016年7月3日・10日）
- 行きたがリーノ（テレビ新広島、2016年12月3日）
- みんなのテレビ（テレビ新広島、2017年3月1日）
- ふらり親子旅（BS-TBS、2017年5月15日）
- あっぱれ！熟年ファイターズ （広島ホームテレビ、2017年7月1日）
- テレビ派〜街かど伝言板（広島テレビ、2017年8月24日）
- あっぱれ！熟年ファイターズ （広島ホームテレビ、2017年10月7日）
- Jステーション （広島ホームテレビ、2017年10月20日）
- イマなまっ！（中国放送、2017年11月30日）
- カープ日本一TV2018〜夢の日本一へ決意の書初め！〜（中国放送、2018年1月1日）
- みみよりライブ5up！ （広島ホームテレビ、2018年4月25日）
- RCCPLAY!TV（中国放送、2018年7月24日）
- 野々村真の広島！魅力発見（中国放送、2019年3月9日）
- カープ家のひろしま生活（広島テレビ、2019年9月1日）

### ラジオ
- ラ・ラ・みゅ〜（中国放送、2013年7月21日）
- すまいるパフェ（FMちゅーピー、2013年8月2日）
- 森本ケンタの『ハッピータイムRADIO♪』（中国放送、2013年10月13日）
- 古山かおりのモーニングスマイル（南日本放送、2013年12月5日）
- ツキイチ＠エールエール（FMちゅーピー、2014年1月16日）
- J-CAFÉ Ocean Breeze（FMちゅーピー、2014年2月15日）
- 柏村武昭のだんRUNラジオ（広島エフエム、2014年7月4日）
- 日々感謝。ヒビカン（中国放送、2014年7月16日）
- バリシャキNOW（中国放送、2014年8月8日）
- イブニングストリーム（FMちゅーピー、2014年8月13日・2015年2月16日・7月29日・2016年8月17日）
- J-CAFÉ Ocean Breeze（FMちゅーピー、2015年2月28日）
- 週末ワイド ちゅピクリー（FMちゅーピー、2015年10月2日 - 2016年3月25日）
- 安芸ひろ大好き♥百万一心！（FMちゅーピー、2016年4月6日 - ）
- MONDAY CARP STUDIO“M”（広島エフエム、2016年5月16日）
- てれぱれ土曜日（ぷらざFM、2016年6月4日）
- OHIRUGOPAN（FM東広島、2016年9月5日）
- Alice Hiroshima！ Fun♪ Radio（中国放送、2016年10月3日）
- 響鳴乱舞！仙台 DATE-MON（エフエム仙台、2016年10月25日）
- 一文字弥太郎の週末ナチュラリスト（中国放送、2016年11月5日）
- 悪女じゃないけん（FMはつかいち、2016年11月10日）
- おひるーな（中国放送、2017年8月16日）
- GOOD JOG＋（広島エフエム、2018年6月18日）
- アラウンドカープX（広島エフエム、2022年9月12日）

### イベント
- 広島県デスティネーションキャンペーンオープニングイベント（JR広島駅南口、2013年7月6日）
- 広島みなと夢花火大会オープニング（2013年7月27日）
- 広島オクトーバーフェスト2013（2013年9月7日・9月9日）
- ひろフェス！（2013年9月21日）
- KOBEぽっぷカルチャーフェスティバル2013（2013年9月22日）
- 名古屋まつり（2013年10月20日）
- 毛利隆元没後400年記念イベント（安芸高田市歴史民俗博物館、2013年10月26日）
- ひろしまフードフェスティバル2013（2013年10月26日・27日）
- 三原浮城まつり（2013年11月3日）
- 旅フェア日本2013（サンシャインシティ、2013年11月8日 - 10日）
- 三次義士祭（2013年12月8日）
- 瀬戸内しまのわ開催100日前イベント（アリスガーデン、2013年12月11日）
- 映画『仮面ライダー×仮面ライダー 鎧武&ウィザード 天下分け目の戦国MOVIE大合戦』公開記念イベント（広島バルト11、2013年12月21日）
- グランドプリンスホテル広島「プリンスパフォーマンスブッフェ」（2014年1月1日）
- 新春ふわふわキッズフェスティバル（広島グリーンアリーナ、2014年1月1日）
- でらシャス！名古屋VSおぃしい！広島（名古屋城西の丸広場、2014年1月31日）
- 第弐回全国武将隊天下一決定戦〜宴〜（2014年2月22日・23日、メイン会場:名鉄ホール、サテライト会場:中部国際空港（セントレア））
- 瀬戸内しまのわオープニングイベント（宮島、2014年3月21日・22日）
- のんびり島しょう！ひろしま旅　広島・宮島・呉・江田島キャンペーンPRイベント（JR大阪駅「時空の広場」、4月5日・6日）
- ひろしまフラワーフェスティバル2014（2014年5月3日 - 5日）
- 福山ばら祭2014（2014年5月18日）
- ゆかたできん祭2014（2014年6月6日）
- 毛利公墓前祭（吉田町郡山元就公墓所、2014年7月16日）
- サマーフェスタin広島（広島みなと公園、2014年7月19日）
- 広島みなと夢花火大会オープニング（2014年7月26日）
- サマーフェスタ江田島2014（海上自衛隊第1術科学校、2014年8月3日）
- 三原やっさ祭り（2014年8月8日）
- 瀬戸内水軍まつりin尾道、因島水軍まつり「火まつり」（因島アメニティ公園しまなみビーチ、2014年8月30日）
- 第参回全国武将隊天下一決定戦〜宴〜（2014年9月13日・14日・15日、メイン会場:名鉄ホール、サテライト会場:中部国際空港（セントレア））
- 名古屋まつり（2014年10月18日・19日）
- 広島てっぱんグランプリ（2014年10月25日）
- ひろしまフードフェスティバル2014（2014年10月25日・26日）
- 三原浮城まつり（2014年10月26日）
- あいち合戦ワールド2014in大高緑地（大高緑地・若草山、2014年11月30日）
- 家康公生誕祭〜武将隊サミット（岡崎公園、2014年12月23日）
- 第参回全国武将隊天下一決定戦〜宴〜敗者復活戦（中部国際空港（セントレア）、2014年12月27日 - 28日）
- LOVE❤織部！安芸ひろしま武将隊がやってくる！（奥田元宋・小由女美術館、2015年3月22日 - 21日）
- 2015カープフェスティバル鯉祭り（MAZDA Zoom-Zoom スタジアム広島、2015年3月22日）
- 広島あにこむ（広島市南区民文化センター、2015年3月28日）
- 中国やまなみ街道開通記念&2周年祭 道の駅たかの雪どけまつり（2015年4月12日）
- ひろしま美術館「毛利家の国宝・至宝展」（2015年5月2日 - 16日）
- ひろしまフラワーフェスティバル2015（2015年5月3日 - 5日）
- 姫路お城まつり（2015年5月3日）
- ゆかたできん祭2015（2015年6月5日）
- 毛利公墓前祭（吉田町郡山元就公墓所、2015年7月16日）
- カープファンミーティング in エールエール（2015年7月25日）
- 広島みなと夢花火大会オープニング（2015年7月25日）
- 七夕まつりinふるさと高野（2015年8月1日）
- アニプリズムライブ2015　激熱！激萌！アニソンライブ！（広島クラブクアトロ、2015年8月2日）
- Music Resort うたたね 2015 Hiroshima（旧市民球場跡地、2015年8月16日）
- コスカレード in 北広島町〜戦国の庭・和風コレクション〜（吉川元春館跡、2015年9月20日）
- ツーリズムEXPOジャパン（東京ビッグサイト、2015年9月26日）
- ひろしまフードフェスティバル2015（2015年10月17日・18日）
- 東海合戦ワールド2015（大高緑地・若草山、2015年11月29日）
- 第壱回全国武将隊大博覧会〜宴〜（中部国際空港（セントレア）、2016年2月20日 - 21日）
- わくわく元就♪ウォークラリー（安芸高田市、2016年3月12日）
- 戦国甲冑武者行列（安芸高田市、2016年3月13日）
- 第30回倉敷音楽祭（2016年3月20日・21日）
- 猿猴橋復元完成記念 祭りえんこうさん（広島駅南口地下広場、猿猴橋、2016年3月28日）
- ひろしまフラワーフェスティバル2016（2016年5月3日 - 5日）
- ゆかたできん祭2016（2016年6月3日）
- 祝毛利家本邸完成100周年 毛利家で和を愉しむ（2016年6月4日）
- 毛利公墓前祭（吉田町郡山元就公墓所、2016年7月16日）
- 一心祭り（吉田運動公園、2016年7月16日）
- 関ケ原交流広場2016（笹尾山特設ステージ、2016年7月31日）
- チャーリーダンススタジオ サマーダンスパフォーマンス2016「Dance with Me」（アステールプラザ、2016年8月7日）
- 三原やっさ祭り（2016年8月13日）
- 2016音楽まつり 明日に向かって!!（上野学園ホール、2016年8月19日）
- ヒューマンフェスタ（広島駅南口地下広場、2016年9月19日）
- にっぽん丸お見送り（1万トンバース、2016年9月23日）
- エディオンスタジアム広島（2016年10月1日）
- 砂持加勢まつり（中央公園西側河岸緑地、2016年10月2日）
- 白木の郷 秋祭り2016（2016年10月9日）
- ひろしまナイト（peace cafe、2016年10月13日）
- 祝毛利家本邸完成100周年 毛利家で和を愉しむ（毛利宗家本邸、2016年10月22日）
- 関ケ原2016第3弾〜石田三成〜関ケ原スペシャルウィーク（関ケ原ふれあい広場ステージ、2016年10月23日）
- ひろしまフードフェスティバル2016（2016年10月29日・30日）
- 乃美別府ふるさと祭り（乃美地域センター、2016年10月30日）
- おんどフェスティバル（大浦崎スポーツセンター、2016年11月3日）
- 三原浮城まつり（2016年11月5日）
- ワールドサムライサミット2016（愛・地球博記念公園モリコロパーク、2016年11月19日・20日）
- JR可部線電化延伸開業記念祭（2016年12月3日）
- 第弐回全国武将隊大博覧会〜宴〜（中部国際空港（セントレア）、2017年2月4日・5日）
- 甲冑フェスタin神明市（三原城跡歴史公園内特設ステージ、2017年2月11日）
- 悪女Night Fever2017（広島クラブクアトロ、2017年2月11日）
- 戦国パーク〜武士の魂（熊本城、2017年3月4日・5日）
- わくわく元就♪ウォークラリー（安芸高田市、2017年3月18日）
- さとやま未来博オープニングフェスタ（三次市民ホール きりり、2017年3月25日）
- 川の駅OPEN記念イベント（広島駅南口「ビッグフロントひろしま」前河岸緑地、2017年4月29日）
- ひろしまフラワーフェスティバル2017（2017年5月3日 - 5日）
- ぎふ信長“天下”の楽市（川原町広場、2017年5月14日）
- ゆかたできん祭2017（2017年6月2日）
- Japan Expo（パリ・ノールヴィルパント展示会場、2017年7月6日 - 9日）
- 一心祭り（吉田運動公園、2017年7月15日）
- 毛利公墓前祭（吉田町郡山元就公墓所、2017年7月16日）
- サマーフェスティバル in やの（広島市立矢野小学校、2017年7月29日）
- どまんなか豊栄ヘソまつり（豊栄ふれあいグラウンド、2017年8月5日）
- 吉川元春公墓前祭（旧海翁寺元春公墓所、2017年8月20日）
- 映画『関ヶ原』公開記念イベント（レクト、2017年8月20日）
- 瀬戸内フェアオープニングイベント（イオンモール広島府中、2017年8月25日）
- 広島城大文化まつり（広島城二の丸、2017年8月27日）
- Japan Expo in Thailand（バンコク・サイアムパラゴン、2017年9月1日 - 3日）
- 政宗公生誕450年記念 生誕祭（SENDAI GIGS、2017年9月18日）
- ツーリズムEXPOジャパン（東京ビッグサイト、2017年9月23日・24日）
- 砂持加勢まつり（中央公園西側河岸緑地、2017年10月1日）
- 広島てっぱん楽市楽座 in 三原（三原駅前市民広場、2017年10月1日）
- 広島城遊覧船オープニングセレモニー（広島城御門橋前、2017年10月7日）
- こうだわいわい祭（安芸高田市甲田文化センター、2017年10月8日）
- 毛利家で和を愉しむ（毛利宗家本邸、2017年10月9日）
- 北広島町産業フェア2017（道の駅舞ロードIC千代田、2017年10月21日）
- ひろしまフードフェスティバル2017（2017年10月28日・29日）
- 三原浮城まつり（2017年11月5日）
- サムライ・ニンジャ フェスティバル2017（大高緑地・若草山、2017年11月12日）
- 忍者フェスティバル（中部国際空港（セントレア）、2018年1月27日・28日）
- 第参回全国武将隊大博覧会〜宴〜（中部国際空港（セントレア）、2018年2月3日・4日）
- いま、シャレオは西国街道でござる！（紙屋町シャレオ中央広場、2018年3月11日）
- 全国武将サミット（岡崎公園内二の丸能楽堂、2018年4月30日）
- ひろしまフラワーフェスティバル2018（2018年5月3日 - 5日）
- 関ケ原武将シリーズ第5弾〜小早川秀秋（関ケ原ふれあい広場ステージ、2018年5月27日）
- ゆかたできん祭2018（2018年6月1日）
- カルチュアルナイト（広島県立美術館地下講堂、2018年6月18日）
- Japan Expo（パリ・ノールヴィルパント展示会場、2018年7月5日 - 8日）
- 毛利公墓前祭（吉田町郡山元就公墓所、2018年7月16日）
- 一心祭り（吉田運動公園、2018年7月21日）
- カルチュアルナイト（広島県立美術館地下講堂、2018年8月6日）
- ひろしま盆ダンス（旧広島市民球場跡地、2018年8月11日）
- Colorful Collection Light（ゲバントホール、2018年9月8日）
- カルチュアルナイト（広島県立美術館地下講堂、2018年9月17日）
- ツーリズムEXPOジャパン（東京ビッグサイト、2018年9月22日・23日）
- HIROSHIMA ONLINE AR LIVE FES（LIVE VANQUISH、2020年9月6日）
- 白Aライブ～TECHNO CIRCUS（広島国際会議場、2021年10月16日）
- Japan Expo（パリ・ノールヴィルパント展示会場、2022年7月14日・15日）
- ひろしま国際平和文化祭（広島市中工場、2022年）
- 大関ケ原祭2022（笹尾山駐車場特設ステージ、2022年10月9日 - 10日）
- ひろしまフードフェスティバル2022（2022年10月29日 - 30日）
- 祝！岡山城 武将演武合戦（石山公園、2022年11月5日）
- 広島城ヨアソビ（広島城本丸上段、2022年11月5日）
- 毛利三兄弟フェア（道の駅 三矢の里、2022年11月27日）
- 広島城ヨアソビ（広島城本丸上段、2022年12月10日）
- 広島城ヨアソビ（広島城本丸上段、2023年2月11日）

### 自主公演
- 安芸ひろしま夏の陣（広島駅南口地下広場、東区民文化センター、2014年8月16日）
- 安芸ひろしま春の陣（広島市青少年センター、2015年3月29日）
- 安芸ひろしま夏の陣2015（広島駅南口地下広場、2015年8月29日）
- 安芸ひろしま冬の陣（広島クラブクアトロ、2015年12月25日）
- 安芸ひろしま赤の陣（セカンドクラッチ、2016年4月29日）
- 安芸ひろ名古屋上洛ツアー（Heartland、2016年7月30日）
- 安芸ひろしま夏の陣2016（広島駅南口地下広場、2016年8月27日）
- 安芸ひろ名古屋上洛ツアー2017（Heartland、2017年2月26日）
- 安芸ひろしま赤の陣2017（バックビート、2017年3月25日）
- 安芸ひろしま夏の陣2017（広島駅南口地下広場、2017年8月26日）
- 広島城二の丸夜会～武士たちの宴（広島城二の丸、2022年10月1日）

## 音楽・映像作品
- CD「SAMURAI PRIDE」（2013年10月20日発売、INFORIZON MUSIC）
  - SAMURAI PRIDE / 作詞・作曲:竹岡祥一
  - SAMURAI PRIDE外伝〜武士の誉れ〜 / 作詞・作曲:竹岡祥一
- CD「天下一〜TENGA-ICHI〜」（2014年11月30日発売、INFORIZON MUSIC）
  - SAMURAI RISING / 作詞:安芸ひろしま武将隊・作曲:竹岡祥一
  - 天下一〜TENGA-ICHI〜 / 作詞・作曲:竹岡祥一
- CD「常昇魂〜RED RISING〜」（2015年7月29日発売、INFORIZON MUSIC）
  - 常昇魂〜RED RISING〜 / 作詞・作曲:竹岡祥一
  - 夢追人〜RED DREAM〜 / 作詞・作曲:竹岡祥一
- CD「真赤激〜Burn it up！〜」（2016年4月29日発売、INFORIZON MUSIC）
  - 真赤激〜Burn it up！〜 / 作詞・作曲:竹岡祥一
  - 百万一心〜Brave Soul Blade〜 / 作詞・作曲:竹岡祥一
- CD「カ舞吼！〜Kabuku〜」（2017年7月2日発売、INFORIZON MUSIC）
  - カ舞吼！〜Kabuku〜 / 作詞・作曲:竹岡祥一
  - 宴〜UTAGE〜 / 作詞・作曲:竹岡祥一
- DVD「武神降臨」（2014年3月14日発売、INFORIZON MUSIC）